# Ingemanssons Ingenjörsbyrå
Ingemanssons Ingenjörsbyrå var sedan 1956 ett teknikkonsultföretag med verksamhet inom de nära besläktade områdena akustik, buller och vibrationer. Företaget hade som mest 140 anställda och var därmed ett av de största i världen som var helt specialiserat på denna typ av konsultverksamhet. Ägarförhållandena förändrades med tiden och sedan 2006 ingår företaget i ÅF-Infrastructure AB, numera som en  internationell affärsenhet under det unika varumärket Efterklang.

## Historik
Konsultföretaget Ingemanssons Ingenjörsbyrå startades 1956 i Göteborg av civilingenjören Stig Ingemansson som en sidoverksamhet till tjänsten i byggnadsakustik vid Chalmers Tekniska Högskola. De första uppdragen gällde buller från flygplanens jetmotorer. Den dåliga ljudisoleringen i 60-talets bostäder var också en källa till utveckling av byggmaterial och normer. Ökande trafikbuller krävde konsultinsatser för åtgärder och kravsättning. Inom industrin vaknade intresset för arbetsmiljön under 60- och 70-talet. Ingemanssons var en ledande aktör på bullerbekämpningsområdet vilket fortsatte in på 80-talet då produktutveckling med avseende på ljud och vibrationer fick allt större utrymme och bidrog till en bredare kunskapsutveckling inom företaget.
1967 ombildades företaget till aktiebolag med 5 delägare. 1976 erbjöds de anställda aktieköp varvid ägarskaran ökade till 17 personer. 1981 övergick ägandet i form av dotterbolag till Det Norske Veritas som såg en inkörsport till landbaserad industri. Samarbetet med DNV fortsatte till 1995 då Lindeblad Technology AB köpte samtliga aktieposter. Företaget såldes 2006 till konsultgruppen ÅF och fick namnet ÅF Ingemansson AB. Aktiebolagsformen avvecklades efter några år och 2014 avlägsnades namnet Ingemansson som varumärke till förmån för ÅF Sound & Vibration. År 2019 introducerades det nya separata varumärket "Efterklang".

## Utveckling
Från 3 personer 1956 växte antalet anställda till 7 (1959), 20 (1965), 30 (1968), 45 (1972), 60 (1983), 80 (1991), 97 (1997) och 130 (2006). Tillkommer ett antal medarbetare vid utländska dotterbolag: Ingemansson-Anatrol GmbH (Berlin), Commins-Ingemansson (Paris), Brekke & Strand (Oslo). Verksamheten i Berlin och Paris avvecklades under 1990-talet medan samarbetet med Brekke & Strand upphörde vid integreringen med ÅF. Inom Sverige startades kontor i Örnsköldsvik (1969), Malmö (1971), Stockholm (1973); senare även Umeå, Uppsala, Jönköping, Kalmar och Växjö.
Ett kontor inhystes till en början i Det Norske Veritas lokaler i Köpenhamn (1996) men expanderade sedan som självständigt Köpenhamnskontor. 2010 blev kontoret integrerat i ÅF:s övriga danska aktiviteter och avregistrerades som filial till ÅF Ingemansson AB den 5 januari 2011. Några år drevs även en filial i Århus.
I samarbete med Anatrol Corp, Cincinnati USA, startades 1988 ett kontor och laboratorium i Askim med inriktning på fordonsindustrin. Ingemansson-Anatrol AB blev en språngbräda till en ny kundkategori och följdes 1998 av Ingemansson Automotive AB i Göteborg i nära kontakt med framför allt de västsvenska fordonstillverkarna. Detta dotterbolag återbördades till Ingemanssons 2004.

## Verkställande direktör / Ansvarig chef
- 1956	  Stig Ingemansson
- 1981	  Sven Fernlund
- 1985	  Kjell Spång
- 1998	  Klas Brännström
- 2008	  Jan Nordling
- 2010	  Maira Slokenbergs
- 2014	  Magnus Berger
- 2017	  Zlatan Idnert

## Företagsnamn
- 1956	  Ingemanssons Ingenjörsbyrå
- 1967	  Ingemanssons Ingenjörsbyrå AB
- 1981	  DNV Ingemansson AB
- 1995	  Ingemansson Technology AB
- 2006	  ÅF-Ingemansson AB
- 2010	  ÅF Sound & Vibration
- 2019	  Efterklang

Som affärsnamn har dessutom förekommit Ingemansson Akustik, Ingemansson Mekanik och Ingemansson Education.

## Verksamhetsområden
- Byggnadsakustik (Ljudisolering, rumsakustik, VVS-akustik, bullerreduktion)
- Samhällsbuller (Byggplatsbuller, buller från skjutbanor och motorsport)
- Väg- och spårtrafikbuller (Bullerprognoser, planåtgärder, terrängåtgärder)
- Industribuller (Arbetsmiljö, störningar till omgivningen, design av anläggningar)
- Flygbuller (Bullerprognoser, planåtgärder, flygåtgärder)
- Fartygsbuller (Ljudisolering, installationer)
- Fordonsakustik o -vibrationer (utveckling och provning)
- Strukturdynamik (Mätning, analys och simulering, modalanalys, FEM, BEM, SEA)
- Forskning och utveckling (Bostadsbyggande, materialteknik, mätteknik)
- Produktutveckling (Reducering av buller och vibrationer, strukturakustik)
- Maskinakustik o -vibrationer (Byggnader, människor, maskiner, installationer, mark, fundament, isolering)
- Mätteknik (Registrering och analys av buller och vibrationer, signalanalys)
- Ljuddesign och audio branding
- Miljötålighetsprovning (Vibrationer)
- Standardisering inom buller- o vibrationsmätning (SIS, ISO, EN)
- Laboratorieprovning (Ljudabsorption, elasticitet, dämpning, mobilitet, vibrationsisolering)
- Ackrediterade mätningar av ljud och vibrationer (SWEDAC 1993-)